# Váchartyán
Váchartyán là một thị trấn thuộc hạt Pest, Hungary. Thị trấn này có diện tích 12,13 km², dân số năm 2010 là 1822 người, mật độ 150 người/km².